# RetroNews
RetroNews est une plateforme dont la mission est de donner un accès privé aux archives publiques de presse issues des collections de la Bibliothèque nationale de France. Elle permet d'explorer et de partager des pages de presse parues entre 1631 et 1966. Le site a été lancé par BnF-Partenariats, filiale de la Bibliothèque nationale de France. Une grande partie des fonctionnalités proposées sont payantes, par abonnement.

## Description

### Histoire
Lancé en 2016, RetroNews donne accès à trois siècles d'archives de presse avec 15 millions d'articles numérisés et les principaux titres de la presse d'information généraliste,. Le fonds d'archives couvre une période allant des origines de la presse avec La Gazette, lancée en 1631, jusqu’à 1945. Le site est animé par un contenu éditorial mettant à disposition régulièrement des dossiers pédagogiques rédigés par des professeurs de l'Éducation nationale sur des faits marquants, des échos de presse quotidiens, ainsi que des éditos rédigés par des spécialistes sur des thèmes variés.
L'accès aux pages de presse est gratuit, tandis que certaines fonctionnalités ne sont disponibles que pour les abonnés. Le projet a suscité quelques débats au moment de sa sortie,.

### Numérisation de la presse
Dans la continuité de la politique de numérisation et de mise à disposition de ses collections patrimoniales engagée par la Bibliothèque nationale de France à travers Gallica, RetroNews utilise des procédés telles que la reconnaissance optique de caractères et l'exploration de données, déjà expérimentés en France par les bibliothèques numériques. Un travail d'enrichissement sémantique est mis au point pour permettre une appropriation plus large des archives.

## Fonctionnalités
Des fonctionnalités sont mises en œuvre afin d'effectuer des :
- Recherche plein texte ;
- Recherche avancée ;
- Filtres multi-facette (par sujet, événement, personne, lieu et organisation) ;
- Fréquence du terme ;
- Création de dossiers communautaires.

## Titres de presse
Fonds disponible au 21 mars 2017 des nouveaux titres de presse :
Presse d'information générale :
- Ce soir
- Excelsior
- La Croix
- Le Constitutionnel
- L'Écho de Paris
- Le Figaro
- La Gazette
- Le Gaulois
- Gil Blas
- L'Homme Libre
- L'Intransigeant
- Le Journal
- Le Journal des débats politiques et littéraires
- Journal général de la cour et de la ville
- Le Matin
- Paris-Soir
- Le Petit Journal
- Le Petit Parisien
- La Presse
- Le Rappel
- Le Temps
- Le Siècle
- L'Univers
- Le XIXe siècle

Presse politique :
- Au travail
- Bulletin communiste
- Bulletin de la LICA
- Clarté
- Combat
- Droit et liberté
- Forces nouvelles
- L'Action française
- L'Ami du peuple
- L'Antijuif
- L'Aurore
- L'Émancipation nationale
- L'Empire
- Journal des débats
- Journal de l'Empire
- La Justice
- L'Humanité
- La Lanterne
- Le Populaire

Presse régionale :
- L'Avenir de la Mayenne
- L'Avenir Républicain
- L'Écho de la Montagne (Saint-Claude)
- Gazette de Bayonne, de Biarritz et du pays basque
- La Gazette de Château-Gontier
- Le Grand Écho de l'Aisne
- L'Hermine
- L'Indépendant du Berry
- L'Industrie
- L'Ouest-Éclair (édition de Rennes)
- La Petite Gironde
- Le Petit Marseillais
- Le Petit Troyen
- Revue du Rhin et de la Moselle
- Mémorial de la Loire et de la Haute-Loire

Presse littéraire :
- Les annales politiques et littéraires
- Le Figaro - Supplément littéraire du dimanche
- Le Ménestrel
- L'Omnibus
- Le Petit Parisien - Supplément littéraire illustré
- Le Roman - Journal des Feuilletons Marseillais

Presse satirique :
- La Caricature
- Charivari
- L'Eclipse
- Le Journal amusant
- Le Journal pour rire
- Le Pêle-Mêle
- Tintamarre

Presse économique :
- L'Argus
- L'Européen
- La Journée industrielle
- Le Journal des Finances

Presse illustrée :
- La Caricature
- La Comédie
- Le Journal amusant
- Le Journal pour rire
- Les Modes de la Femme de France
- Le Petit Journal - Supplément du dimanche
- Le Petit Parisien - Supplément littéraire illustré
- Le Pêle-Mêle
- L'Illustré du petit journal
- L'Univers illustré

Presse coloniale :
- Le Courrier de Tlemcen
- L'Écho d'Alger

Presse professionnelle :
- Le Journal de l'enseignement primaire
- Le Journal des coiffeurs
- Journal des Viticulteurs
- La Médecine nouvelle

Presse féminine :
- La Femme de France
- Midinette
- Les Modes de la femme de France
- Les Modes

Presse de loisirs :
- La Comédie
- Le Rideau artistique et littéraire. Journal des théâtres Montparnasse, Grenelle et Gobelins

Presse sportive :
- L'Auto-vélo
- Le Ballon Rond
- Match
- La Pédale